# Mordkommission Istanbul: Blutsbande
Blutsbande ist der sechste Film der ARD-Kriminalfilmreihe Mordkommission Istanbul, die nach den Özakın-Romanen der ZDF-Moderatorin Hülya Özkan entstand. Der Film von Regisseur Michael Kreindl wurde im deutschen Fernsehen erstmals am 24. März 2012 ausgestrahlt. Im österreichischen beziehungsweise Schweizer Fernsehen wurde der Film am 30. Juni 2012 beziehungsweise am 11. August 2015 ausgestrahlt.

## Handlung
Mehmet Özakın ermittelt in einem Mordfall: Ein Bauunternehmer wurde mehrfach überfahren und die Leiche im Bosporus versenkt. Zunächst hat der Kommissar einen Archäologen unter Verdacht, der den Bau eines Einkaufszentrums verhindern will, da er dort eine alte Tempelanlage vermutet. Ein weiteres Motiv hätten die vertriebenen Anwohner. Doch auch der Archäologe sollte auf die gleiche Art umgebracht werden. Als dieser jedoch mit schweren Verletzungen entkommen kann, wird er zur Sicherheit ins Krankenhaus gebracht. Doch dort wird er vom Mörder aufgespürt und erschossen. Mehmet, der den Archäologen besuchen wollte, versucht, den Mörder aufzuhalten, dieser kann ihm jedoch entkommen. Bei seinen Ermittlungen findet der Kommissar einen Zeitungsausschnitt von vor zehn Jahren, allerdings nur den Titel und das Datum. Außerdem findet er ein Foto, das den Archäologen und den Bauunternehmer mit einer dritten Person zeigt: dem exzentrischen Popstar Tolga Turan.
Mehmet Özakın vermutet, dass auch dieser umgebracht werden soll, und sucht den Popstar auf. Doch dieser weigert sich, sich schützen zu lassen. Stattdessen taucht er mit seinem Manager unter. Mit dem Zeitungsausschnitt kommt Mehmet schließlich dem Mörder auf die Schliche: Tolga und seine beiden Kollegen hatten bei einer Trunkenheitsfahrt nach ihrer Armeeentlassung vor zehn Jahren eine junge Frau überfahren. Für diese Tötung mit Fahrerflucht wurde schließlich ein Unschuldiger festgenommen und verurteilt, der sich während seiner Haftzeit erhängte. Sein Sohn allerdings ist niemand anderes als der Manager von Tolga. Doch er ist nicht alleine: seine Komplizin ist die Schwester des Unfallopfers, die beim Videodreh zugegen war und heftig mit Mehmets Assistenten Mustafa Tombul flirtete.
Mehmet kann schließlich den Unterschlupf von Tolga Turan ausfindig machen und kommt gerade rechtzeitig, um ihn vor seinen beiden Mördern zu retten.

## Veröffentlichung
Der Film hatte seine deutschsprachige Erstausstrahlung am 24. März 2012 auf dem Fernsehsender Das Erste. ORF 2 strahlte ihn am 30. Juni 2012 in Österreich aus. Im Schweizer Fernsehen wurde der Film erstmals am 11. August 2015 auf dem Sender SRF 1 gesendet. Bei seiner Erstausstrahlung am 24. März 2012 hatte er mit 5,91 Millionen Zuschauern (19 % Marktanteil) die beste Quote des Tages und lag damit vor Willkommen bei Carmen Nebel mit 4,89 Millionen und Deutschland sucht den Superstar mit 4,69 Millionen.

## Kritik
Negative Kritik übte Fernsehkritiker Rainer Tittelbach, der den Krimi als „Konfektionsware“ bezeichnete. Tittelbach lobte jedoch die Besetzung, insbesondere auch die der Gastrollen, die sich wohltuend von sonstigen Besetzungen abheben würden und so den Handlungsort Istanbul glaubwürdig mache.

„Die Story von ‚Blutsbande‘ ist wenig originell, die Handlung arg stereotyp, und Spannungserzeugung war noch nie das erklärte Ziel von ‚Mordkommission Istanbul‘. Telegener südländischer Schönwetter-Krimi, bei dem zumindest die Besetzung stimmt.“

Hans Czerny von teleschau bezeichnete den Krimi als „comic-nah“ und die Nebenhandlung, die davon erzählt, das Özakıns Frau einen Referendar aus dem Schulprogramm bei ihm zu Hause beherbergt, in einer Kritik für die Heilbronner Stimme als unterhaltsamer als die Haupthandlung.
Auch die Programmzeitschrift TV Spielfilm bezeichnete den Film als Mittelmaß und kam zu folgendem Fazit: „Simpel gestrickter Fall, der interessante Themen nicht vertieft“ sowie „Oberflächliche Krimikost vor netter Kulisse“.

## Belege
1. ↑   Freigabebescheinigung für Mordkommission Istanbul: Blutsbande. Freiwillige Selbstkontrolle der Filmwirtschaft, Januar 2014 (PDF; Prüfnummer: 142 738 V).
2. ↑  Tolga Turan
3. ↑  TV Spielfilm Online: Mordkommission Istanbul: Blutsbande - Filmkritik - Film - TV SPIELFILM. Abgerufen am 21. August 2023 (deutsch).
4. ↑  Mordkommission Istanbul: Blutsbande bei Fernsehserien.de, abgerufen am 10. Juli 2017.
5. ↑  DSDS: Die Quote bröckelt weiter. Augsburger Allgemeine, 25. März 2012, abgerufen am 10. Juli 2017.
6. ↑  Rainer Tittelbach: Reihe „Mordkommission Istanbul – Blutsbande“. Tittelbach.tv, abgerufen am 10. Juli 2017.
7. ↑  Hans Czerny: Mordkommission Istanbul – Blutsbande. Heilbronner Stimme, 5. Juli 2014, ehemals im Original (nicht mehr online verfügbar); abgerufen am 10. Juli 2017. (Seite nicht mehr abrufbar. Suche in Webarchiven)
8. ↑  Mordkommission Istanbul: Blutsbande. In: TV Spielfilm. Abgerufen am 10. Juli 2017.